# Henry Heth

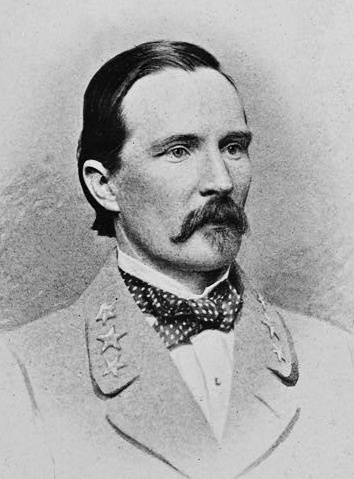
Oberst Henry Heth, Kommandeur 45. Virginia Infanterieregiment CSA

Henry Heth (* 16. Dezember 1825 im Chesterfield County, Virginia; † 27. September 1899 in Washington, D.C.; auch „Harry“ Heth) war Offizier im US-Heer und General des Heeres der Konföderierten Staaten von Amerika im Sezessionskrieg.

## Leben
Heth schloss im Jahr 1847 die Militärakademie in West Point, New York als 38. seines Jahrgangs ab. Während seines regulären Dienstes vor dem Bürgerkrieg im Heer stieg er in den Rang eines Hauptmanns auf. Nach Ausbruch des Sezessionskrieges wurde er als Oberst Regimentskommandeur des 45. Virginia Infanterieregiments.
Am 6. Januar 1862 wurde Heth zum Brigadegeneral befördert. Mit diesem Dienstgrad nahm er an der Konföderierten „Heartland“ Offensive unter Edmund Kirby Smith teil. Seine Beförderung zum Generalmajor vom 10. Oktober 1862 wurde durch den Senat abgelehnt. Im Februar 1863 wurde Heth zur Nord-Virginia-Armee versetzt, wo er eine Brigade in der Division von Ambrose Powell Hill führte. Nach der Schlacht bei Chancellorsville und dem Tod Thomas Jonathan Jacksons wurde Heth am 24. Mai 1863 zum Generalmajor befördert. Er führte eine Division unter Hill, der mittlerweile zum Kommandierenden General des III. Korps ernannt worden war. In dieser Position kam Heth eine Schlüsselrolle in der Schlacht von Gettysburg zu.
Als Harry Heth am Abend des 30. Juni 1863 die Meldung erhielt, dass sich neben den Milizen in Gettysburg reguläre Kavallerie der Nordstaaten aufhalten würde, befahl er für den Morgen des 1. Juli 1863 seinen vier Brigaden den Angriff auf die Kavalleriebrigade John Bufords. Dieser Angriff erfolgte mit der ausdrücklichen Billigung des Kommandierenden Generals A.P. Hill. Mit diesem Angriff, den Buford zunächst abwehren konnte, begann die Schlacht von Gettysburg. In der Schlacht wurde Heth ernsthaft verwundet, nahm aber in der Folge an allen weiteren Schlachten der Nord-Virginia-Armee teil, bevor er nach der Kapitulation der Nord-Virginia-Armee in Appomattox C.H. aus dem Heer entlassen wurde.
Nach dem Krieg arbeitete Harry Heth als Versicherungsmakler. Sein Grab befindet sich auf dem Hollywood Cemetery in Richmond, Virginia.